# Bebeto
José Roberto Gama de Oliveira, cunoscut ca Bebeto (n. 16 februarie 1964, Salvador, Bahia, Brazilia) este un fost fotbalist brazilian care a jucat pe postul de atacant. În prezent este membru al parlamentului brazilian.